# Francesca Fosalba Batalla
Francesca Fosalba Batalla   (Esparreguera, 19 de febrer de 1954) és una presentadora, productora de televisió i expolítica catalana, alcaldessa d'Esparreguera entre 2007 i 2011. És llicenciada en Ciències econòmiques per la Universitat Autònoma de Barcelona.

## Carrera
Paca Fosalba va ser una cara coneguda als anys vuitanta i noranta gràcies a la seva aparició en diversos programes de Televisió de Catalunya, com el Filiprim. Va continuar treballant amb Josep Maria Bachs a Catalunya Ràdio, en el programa Buffet lliure. Fosalba va retransmetre les primeres cavalcades de Reis de la televisió pública catalana, l'any 1985 des de Vic, o les campanades de cap d'any de 1986, a Viella. També va ser coordinadora del programa Millennium, preguntes amb respostes, que va presentar Ramon Colom.
Fosalba va ser triada pel Partit dels Socialistes de Catalunya per encapçalar la llista que es presentava a les municipals d'Esparreguera l'any 2003. Abans, havia col·laborat en La Passió d'Esparreguera i era membre del Consell Municipal de Comunicació local. Tot i ser la candidatura més votada, Xavier Sitjà d'Entesa pel Progrés Municipal va retenir la batllia. Va repetir el 2007, aquest cop aconseguint l'alcaldia. El 2011 va optar a la reelecció, però no va poder revalidar el càrrec, que va passar a mans de Joan-Paul Udina. Després del daltabaix en aquests comicis, Fosalba i el seu equip va presentar la dimissió al PSC.

## Família
Francesca Fosalba va contraure matrimoni l'any 1997 amb José Luis Barroso. El matrimoni va adoptar una nena. El 17 d'agost de 2008, a Esparreguera, Barroso va ser atacat al carrer per tres menors d'edat. Després de rebre una patada, va caure a terra donant-se un fort cop al cap. Les ferides causades per l'agressió van provocar-li la mort després d'una setmana hospitalitzat.